# Toni Tecuceanu
Aurelian-Antonio Tecuceanu (n. 13 ianuarie 1972, București, România – d. 5 ianuarie 2010, București, România) a fost un actor român. A fost cunoscut ca membru al emisiunii de divertisment Cronica Cârcotașilor. El a murit pe 5 ianuarie 2010 la spitalul Matei Balș din București, decesul lui fiind provocat de complicațiile cauzate, la plămâni, de gripa nouă. Moartea lui a determinat mulți români să se vaccineze.

## Carieră
Toni Tecuceanu obișnuia să joace personaje politice cunoscute precum Nicolae Ceaușescu, Adrian Năstase, Corneliu Vadim Tudor, Gigi Becali și Cristian Țânțăreanu.
El a luat parte în misiuni de menținere a păcii sub comanda ONU (Căștile Albastre).
În perioada studenției (2000-2004) s-a remarcat în roluri precum "Povestitorul" din spectacolul "Lordul John" spectacol prezentat la Teatrul de Comedie în sectiunea "Off" din cadrul festivalului Hyperion (2001). Spectacolul a fost mediatizat de posturile Tele 7 ABC, TVR 2 și difuzat integral de TVR International. În facultate a  mai fost distribuit în roluri precum: "Nicholas Urfe" (Magicianul de John Fowles), "Dinu" (T. Mușatescu - Titanic Vals), "Kocikariov" (Căsătoria - N.V Gogol), "Sir Toby" (A douăsprezecea noapte de William Shakespeare), "Polonius" (Hamlet de William Shakespeare), "Rică Venturiano" (I.L Caragiale - O noapte furtunoasă ), "Cațavencu" (I.L Caragiale - O scrisoare Pierdută). În timpul facultății a început o colaborare fructuoasă cu Radio România Actualități. Ca reporter în cadrul emisiunii "MATINAL" s-a remarcat prin maniera hazlie în care aborda subiectele.
La teatrul Nottara în spectacolul de licență "Omul de Noroi" (De Paul Ioachim) a avut de interpretat mici personaje , personaje cărora le-a însuflețit haz, diferențiindu-le cu talent.A mai apărut în diverse reclame ,show-uri și seriale de televiziune precum "La bloc" sau "Săriți de pe fix" și a fost unul din câștigătorii concursului "Banc Show". A susținut numeroase spectacole de tip "Stand Up Comedy".
Proaspăt licențiat al Universității Hyperion-secția Actorie în 2005 Toni a participat la Gala "Hop" de la Mangalia, ratând "la fotografie" premiul pentru cel mai bun actor.
Însă acest episod s-a materializat în colaborarea cu regizoarea Theodora Herghelegiu, care l-a distribuit în rolul "Lomeier" din spectacolul "Noapte Arabă", spectacol care a avut premiera pe data de 2 februarie 2006 la Teatrul Mic.
Fiind o persoană ambițioasă  Toni Tecuceanu a concurat  din nou în 2006 la Gala Tânărului Actor, de această dată câștigand premiul pentru cel mai bun actor cu rolul "Groparul" după o idee de Vasile Leac. Monologul (a cărei regie a fost concepută de Toni) i-a binedispus într-un mod special pe membrii juriului, juriu compus din Marius Manole, Cristina Modreanu, Emilia Popescu, Felix Alexa și Ștefan Iordache.

## Filmografie
- Păcală se întoarce (2006)
- Marilena (2008)
- La Bloc (2002-2008) - personaj episodic
- Trei frați de belea (2006)
- Amintiri din Epoca de Aur 2: Dragoste în timpul liber (2009)